# 云台镇 (重庆市)
云台镇，是中华人民共和国重庆市长寿区下辖的一个乡镇级行政单位。

## 行政区划
云台镇下辖以下地区：
云台社区、八字村、寨口村、小岩村、安坪村、八角村、利民村、桥坝村、拱桥村、黄葛村、应祝村、青云村、梅沱村和鲤鱼村。